# Derek Carr
Derek Dallas Carr (Fresno, 28 de março de 1991) é um jogador aposentado de futebol americano que atuava como quarterback na National Football League (NFL). Foi draftado em 2014 pelo Las Vegas Raiders, time que defendeu por oito anos. Ele se transferiu depois para o New Orleans Saints, time que defendeu por duas temporadas.
Eleito quatro vezes para o Pro Bowl, Carr levou os Raiders para os playoffs em 2016, a primeira aparição da franquia na pós-temporada desde 2002 (feito que ele repetiria em 2021). Após a temporada de 2022, com uma performance abaixo da esperada, Carr perdeu sua posição de titular e acabou dispensado pelos Raiders. Ele deixou os Raiders como o líder da franquia em jardas, touchdowns e passes completados, na época.
Carr anunciou sua aposentadoria em 10 de maio de 2025. A decisão foi motivada por uma dor de longa data no ombro direito, resultante de uma ruptura labral, além de outras alterações degenerativas significativas no manguito rotador. Após consultar a equipe médica dos Saints, a cirurgia era uma opção, mas Carr decidiu contra a ideia por sentir que não poderia mais jogar em alto nível.
Derek é o irmão mais novo do ex-jogador, David Carr.